# Хранение водорода
Хранение водорода — одна из главных технологических проблем водородной энергетики.
Как правило, водород хранят в сжиженном, абсорбированном либо сжатом газообразном состоянии. Основные проблемы, требующие решения при разработке технологий хранения водорода, имеют отношение к обеспечению их рентабельности и безопасности, что напрямую связано с химическими и физическими свойствами водорода.
Наиболее перспективным методом считается[кем?] хранение водорода в абсорбированном состоянии. Большинство материалов позволяет сорбировать не более 7-8 % водорода в массовой доле.
Добились успеха в создании абсорбентов Adam Phillips и Bellave Shivaram — они описали процесс синтеза композитного вещества на основе металлического титана, у которого способность сорбировать - до 12,4 % водорода (массы). Otto fon de Kabold в 1960-х годах создал метод обратного гидроксидирования, позволяющий сжижить водород и уменьшить его химическую активность в воздушной среде.
Компьютерное моделирование показало возможность хранения водорода в бакиболах (кластерных углеродных структурах). Бакиболы являются представителями фуллеренов.
Достаточно необычный, но при этом весьма недорогой способ хранения водорода с использованием карбонизированных волокон куриных перьев приводится здесь.
Ученые из Lawrence Berkeley National Laboratory совместно с Министерством энергетики США (U.S. Department of Energy) разработали новый композитный материал, состоящий из наночастиц магния и кристаллической решетки полиметилметакрилата.